# Frank Trimble O’Hair

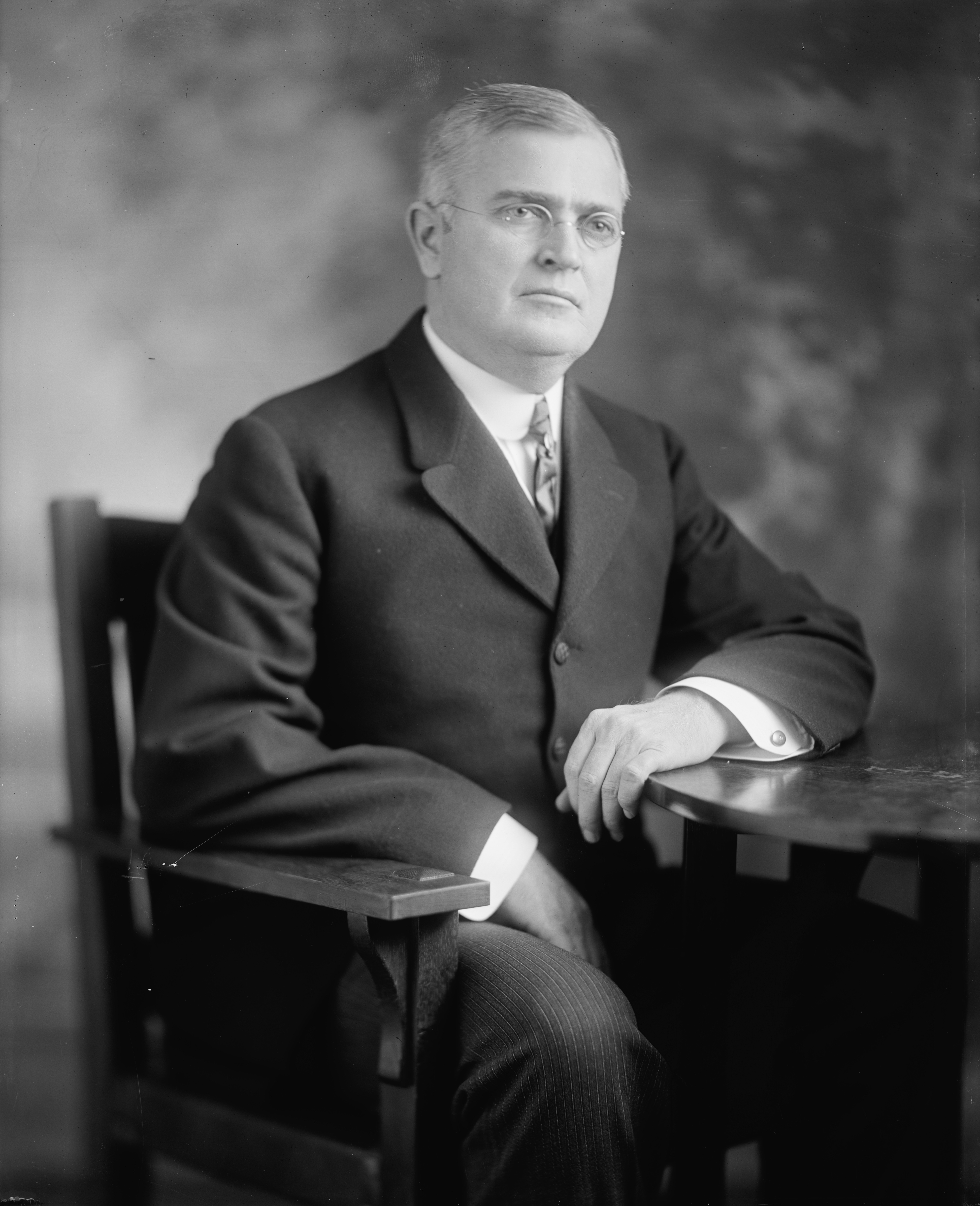
Frank Trimble O’Hair

Frank Trimble O’Hair (* 12. März 1870 bei Paris, Illinois; † 3. August 1932 ebenda) war ein US-amerikanischer Politiker. Zwischen 1913 und 1915 vertrat er den Bundesstaat Illinois im US-Repräsentantenhaus.

## Werdegang
Frank O’Hair besuchte die öffentlichen Schulen seiner Heimat. Nach einem anschließenden Jurastudium an der DePauw University in Greencastle (Indiana) und seiner 1893 erfolgten Zulassung als Rechtsanwalt begann er in seiner Heimatstadt Paris in diesem Beruf zu arbeiten. Gleichzeitig schlug er als Mitglied der Demokratischen Partei eine politische Laufbahn ein.
Bei den Kongresswahlen des Jahres 1912 wurde O’Hair im 18. Wahlbezirk von Illinois in das US-Repräsentantenhaus in Washington, D.C. gewählt, wo er am 4. März 1913 die Nachfolge des Republikaners Joseph Gurney Cannon antrat. Da er im Jahr 1914 gegen Cannon verlor und dieser damit sein altes Mandat zurückgewann, konnte er bis zum 3. März 1915 nur eine Legislaturperiode im Kongress absolvieren. Im Jahr 1913 wurden der 16. und der 17. Verfassungszusatz ratifiziert.
Nach dem Ende seiner Zeit im US-Repräsentantenhaus praktizierte Frank O’Hair wieder als Anwalt. Er starb am 3. August 1932 in seinem Heimatort Paris.